# Neuf martyrs de Cyzique

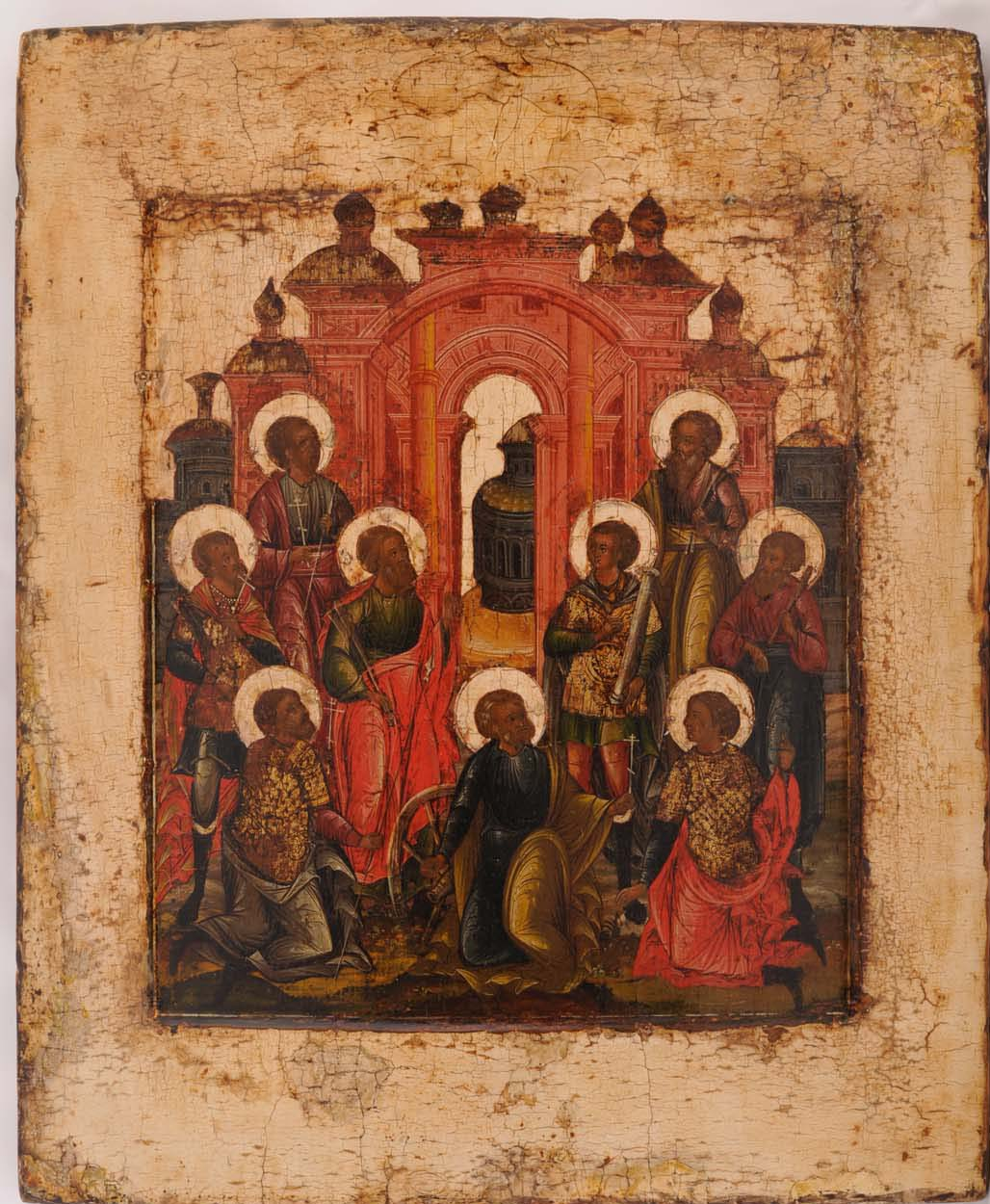
Icône des neuf martyrs datant du tout début du XIXe siècle.

Les neuf martyrs de Cyzique constituent un groupe de neuf chrétiens martyrisés au IIIe siècle à Cyzique en Asie mineure. Leur martyre est commémoré par les orthodoxes le 29 avril dans le calendrier julien.

## Histoire
Les habitants de Cyzique à la fin du IIIe siècle sont majoritairement païens. Les neuf martyrs qui s'y sont installés sont originaires d'autres communautés d'Asie mineure. Ils ont pour nom Théognide, Rouf, Antipatre, Arthème, Théostiche, Magne, Théodote, Thaumasios et Philémon. Ils commencent à prêcher l'Évangile dans cette ville prospère. Mais ils finissent par être arrêtés et torturés pour abjurer le christianisme et sacrifier aux dieux romains. Devant leur refus, ils sont décapités. Leurs corps sont rachetés par des habitants chrétiens et enterrés en dehors des limites de la ville.
Sous le règne de Constantin le Grand, leurs dépouilles sont translatées dans une église martyrium spécialement construite pour eux et des miracles de guérison se produisent dans la population. Ces faits sont relatés dans les actes des Martyrs.
Le patriarche Adrien de Moscou, guéri d'une attaque de paralysie après avoir reçu des reliques des martyrs, fait construire en leur honneur l'église des Neuf-Martyrs-de-Cyzique à la fin du XVIIe siècle.